# Daleko ci do sławy
Daleko ci do sławy (ang. He's Way More Famous Than You) – amerykański film komediowy z 2013 roku wyreżyserowany przez Michaela Uriego. Wyprodukowany przez Warner Bros.
Premiera filmu miała miejsce 20 stycznia 2013 roku podczas Festiwalu Filmowego Slamdance w Park City w stanie Utah. Cztery miesiące później premiera filmu odbyła się 10 maja 2013 roku w Stanach Zjednoczonych.

## Fabuła
Młoda aktorka Halley Feiffer wiedzie szczęśliwe życie. Wszystko się kończy, gdy porzuca ją chłopak i odchodzi jej agent. Dziewczyna traci szansę na zrobienie kariery. Mimo to nie zamierza się poddać. Wpada na pomysł, by nakręcić film ze sobą w roli głównej.

## Obsada
Źródło: Filmweb
- Halley Feiffer jako ona sama
- Ryan Spahn jako Ryan Feiffer
- Ben Stiller jako on sam
- Jesse Eisenberg jako on sam
- Natasha Lyonne jako ona sama
- Ralph Macchio jako on sam
- Mamie Gummer jako ona sama
- Michael Urie jako on sam
- Austin Pendleton jako ojciec
- Liz Holtan jako recepcjonistka